# Torneo Internacional de España de balonmano 2022 (Frauen)
Das Handball-Vierländerturnier in Spanien 2022 (spanisch Torneo Internacional de España) war ein Handballturnier in Torrevieja, Spanien. Es war die 25. Ausgabe des Turniers.
Das Turnier im Oktober 2022 war für die Schweizerinnen und Spanierinnen eine Vorbereitung für die Europameisterschaft, welche eine Woche später begann. Für Ägypten und Tunesien war es die Vorbereitung für die Afrikameisterschaft, welche in zwei Wochen begann.

## Tabelle
| Pl.                     | Land     | Sp. | S | U | N | Tore     | Diff. | Punkte |
| ----------------------- | -------- | --- | - | - | - | -------- | ----- | ------ |
| 1.                      | Spanien  | 3   | 3 | 0 | 0 | 0110:790 | +31   | 6      |
| 2.                      | Schweiz  | 3   | 2 | 0 | 1 | 0104:960 | +8    | 4      |
| 3.                      | Tunesien | 3   | 1 | 0 | 2 | 087:1040 | −17   | 2      |
| 4.                      | Ägypten  | 3   | 0 | 0 | 3 | 075:980  | −23   | 0      |
| Stand: 30. Oktober 2022 |          |     |   |   |   |          |       |        |

## Spiele
| Freitag, 28. Oktober 2022 19:00 Uhr | Ägypten                 | 28:37        | Schweiz                     | Palacio de los Deportes de Torrevieja, Torrevieja Schiedsrichter: Fernandez & Pereda |
| Freitag, 28. Oktober 2022 19:00 Uhr | meiste Tore: Hassan (5) | (13:22)      | meiste Tore: Emmenegger (7) | Palacio de los Deportes de Torrevieja, Torrevieja Schiedsrichter: Fernandez & Pereda |
| Freitag, 28. Oktober 2022 19:00 Uhr | Strafen: 5×             | Spielbericht | Strafen: 1× 3×              | Palacio de los Deportes de Torrevieja, Torrevieja Schiedsrichter: Fernandez & Pereda |

| Freitag, 28. Oktober 2022 21:00 Uhr | Spanien                  | 39:29        | Tunesien                           | Palacio de los Deportes de Torrevieja, Torrevieja Schiedsrichter: Aylagas & Ruiz |
| Freitag, 28. Oktober 2022 21:00 Uhr | meiste Tore: Barbosa (7) | (17:13)      | meiste Tore: 3 Spielerinnen (Je 5) | Palacio de los Deportes de Torrevieja, Torrevieja Schiedsrichter: Aylagas & Ruiz |
| Freitag, 28. Oktober 2022 21:00 Uhr | Strafen: 3×              | Spielbericht | Strafen: 1×                        | Palacio de los Deportes de Torrevieja, Torrevieja Schiedsrichter: Aylagas & Ruiz |

| Samstag, 29. Oktober 2022 16:00 Uhr | Schweiz                      | 41:31        | Tunesien            | Palacio de los Deportes de Torrevieja, Torrevieja Schiedsrichter: López & Mata |
| Samstag, 29. Oktober 2022 16:00 Uhr | meiste Tore: Emmenegger (11) | (15:12)      | meiste Tore: Gmar 4 | Palacio de los Deportes de Torrevieja, Torrevieja Schiedsrichter: López & Mata |
| Samstag, 29. Oktober 2022 16:00 Uhr | Strafen: 5×                  | Spielbericht | Strafen: 1× 3×      | Palacio de los Deportes de Torrevieja, Torrevieja Schiedsrichter: López & Mata |

| Samstag, 29. Oktober 2022 18:00 Uhr | Spanien                  | 34:23        | Ägypten                  | Palacio de los Deportes de Torrevieja, Torrevieja Schiedsrichter: Fernandez & Pereda |
| Samstag, 29. Oktober 2022 18:00 Uhr | meiste Tore: Bermejo (6) | (19:11)      | meiste Tore: Accoush (4) | Palacio de los Deportes de Torrevieja, Torrevieja Schiedsrichter: Fernandez & Pereda |
| Samstag, 29. Oktober 2022 18:00 Uhr | Strafen: 1× 4×           | Spielbericht | Strafen: 1× 4×           | Palacio de los Deportes de Torrevieja, Torrevieja Schiedsrichter: Fernandez & Pereda |

| Sonntag, 30. Oktober 2022 11:00 Uhr | Tunesien                  | 27:24        | Ägypten                             | Palacio de los Deportes de Torrevieja, Torrevieja Schiedsrichter: Aylagas & Ruiz |
| Sonntag, 30. Oktober 2022 11:00 Uhr | meiste Tore: Dhaouadi (7) | (13:10)      | meiste Tore: Accoush & Ayman (Je 5) | Palacio de los Deportes de Torrevieja, Torrevieja Schiedsrichter: Aylagas & Ruiz |
| Sonntag, 30. Oktober 2022 11:00 Uhr | Strafen: 2×               | Spielbericht | Strafen: 3×                         | Palacio de los Deportes de Torrevieja, Torrevieja Schiedsrichter: Aylagas & Ruiz |

| Sonntag, 30. Oktober 2022 13:00 Uhr | Spanien                  | 37:26        | Schweiz                 | Palacio de los Deportes de Torrevieja, Torrevieja Schiedsrichter: López & Mata |
| Sonntag, 30. Oktober 2022 13:00 Uhr | meiste Tore: Barbosa (9) | (15:10)      | meiste Tore: Schmid (9) | Palacio de los Deportes de Torrevieja, Torrevieja Schiedsrichter: López & Mata |
| Sonntag, 30. Oktober 2022 13:00 Uhr | Strafen: 2×              | Spielbericht | Strafen: 2× 5×          | Palacio de los Deportes de Torrevieja, Torrevieja Schiedsrichter: López & Mata |

## Torschützen
| Pl.            | Spieler                    | Mannschaft                       | Tore                             |
| -------------- | -------------------------- | -------------------------------- | -------------------------------- |
| 01.            | Mia Emmenegger             | Schweiz                          | 22                               |
| 02.            | Alexandrina Cabral Barbosa | Spanien                          | 20                               |
| 03.            | Tabea Schmid               | Schweiz                          | 19                               |
| 04.            | Maroua Dhaouadi            | Tunesien                         | 15                               |
| 04.            | Alessia Riner              | Schweiz                          | 15                               |
| 06.            | Paula Arcos                | Spanien                          | 14                               |
| 07.            | Amiche Boutheina           | Tunesien                         | 12                               |
| 07.            | Jennifer Gutiérrez Bermejo | Spanien                          | 12                               |
| 09.            | Sarah Yahya Hassan         | Ägypten                          | 11                               |
| 10.            | Carmen Campos              | Spanien                          | 10                               |
| 10.            | Raika Rezegui              | Tunesien                         | 10                               |
| 58 Torschützen | 58 Torschützen             | Stand: 30. Oktober 2022, Quelle: | Stand: 30. Oktober 2022, Quelle: |